# Tayouken Piss
Tayouken Piss oftewel Les pisseurs d'Amsterdam is een beeldengroep in Amsterdam-Zuidoost.

## Beeld

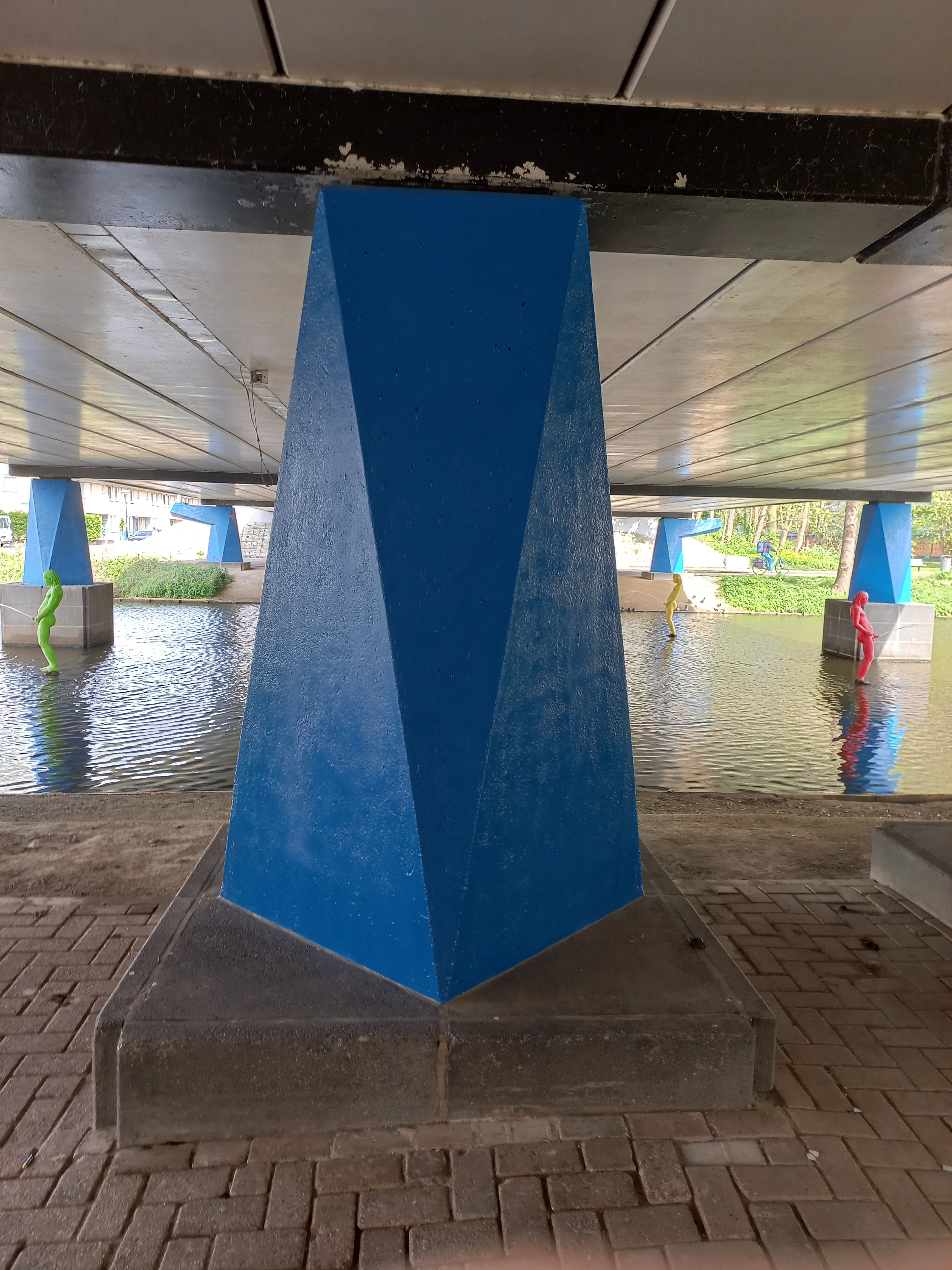
Links en rechts groene en rode wildplasser, op voorgrond sculpturale brugpijler van Sterenberg (april 2024)

Bij de sanering van de buurt rondom de Groesbeekdreef gaf Stichting Straatkunstprijs de opdracht tot plaatsing van een beeldengroep. Onder de Jolicoeurbrug kwam een zesdelig artistiek kunstwerk van Pascale Marthine Tayou te staan. Zes “zelfportretten” staan sindsdien te urineren in de gracht die onder de brug doorvoert. De gebruikte kleuren verwijzen naar de Nederlandse, Belgische en Kameroense vlag met rood, wit, blauw, goud, zwart en groen. Overigens is blauw hier de overheersende kleur, want de sculpturale brugpijlers van Dirk Sterenberg zijn knalblauw geschilderd. Het maakte onderdeel uit van de route "De Straat van Sculpturen", die in 2009 geopend werd door koningin Beatrix der Nederlanden. De beelden vertonen gelijkenis met Manneken Pis van Brussel.
Tayou kreeg in 2010 de tweede plaats in de Amsterdamse Straatkunstprijs. De beelden moesten na oplevering overigens aangepast worden; de naar beneden hangende plassers met dito waterstraaltje vormden een zielige indruk. De kunstenaar voorzag problemen; het zou wel eens als aanstootgevend kunnen worden ervaren, maar het tegendeel was waar. Het was een van de beelden die na de tentoonstelling bleef staan.

## Onderhoud
Al vrij snel stokte het urineren. Het modderige water uit de gracht verstopte de aanvoerleidingen en pompen. Bovendien moest de installatie bij vorst toch ook al stilgezet worden. Bovendien was de energierekening te hoog voor de eigenaar. De mannen moesten hun plas ophouden, aldus Het Parool in 2014, dat euvel herhaalde zich daarna regelmatig.